# Barcelona Open Banco Sabadell 2016
Barcelona Open Banco Sabadell 2016, známý také pod jménem Torneo Godó 2016, byl tenisový turnaj pořádaný jako součást mužského okruhu ATP World Tour, který se hraje v areálu Real Club de Tenis Barcelona na otevřených antukových dvorcích. Konal se mezi 18. až 24. dubnem 2016 v katalánské metropoli Barceloně jako šedesátý čtvrtý ročník turnaje.
Turnaj, který měl rozpočet 2 428 355 eur a patřil do kategorie ATP World Tour 500. Nejvýše nasazeným v singlové soutěži se stal pátý hráč světa Rafael Nadal ze Španělska. Jako poslední přímý účastník hlavní singlové soutěže nastoupil 108. tuniský hráč žebříčku Malek Džazírí.
Rekordní devátou trofejí z Torneo Godó vyrovnal Rafael Nadal čtyřicet devět antukových titulů Argentince Guillerma Vilase, nejvíce v tenisových statistikách. Deblovou část ovládl americký bratrský pár Bob a Mike Bryanovi, který barcelonskou událost vyhrál potřetí.

## Rozdělení bodů a finančních odměn

### Rozdělení bodů
| Soutěž  | vítězové | finalisté | semifinalisté | čtvrtfinalisté | 16 v kole | 32 v kole | 64 v kole | Q  | Q2 | Q1 |
| ------- | -------- | --------- | ------------- | -------------- | --------- | --------- | --------- | -- | -- | -- |
| dvouhra | 500      | 300       | 180           | 90             | 45        | 20        | 0         | 10 | 4  | 0  |
| čtyřhra | 500      | 300       | 180           | 90             | 0         | —         | —         | —  | —  | —  |

### Finanční odměny
| Soutěž                              | vítězové | finalisté | semifinalisté | čtvrtfinalisté | 16 v kole | 32 v kole | 64 v kole | Q2     | Q1   |
| ----------------------------------- | -------- | --------- | ------------- | -------------- | --------- | --------- | --------- | ------ | ---- |
| dvouhra                             | €460 000 | €218 750  | €104 150      | €52 075        | €26 060   | €13 935   | €7 950    | €1 590 | €810 |
| čtyřhra                             | €143 000 | €68 000   | €33 520       | €17 200        | €8 960    | —         | —         | —      | —    |
| částka ve čtyřhře je uvedena na pár |          |           |               |                |           |           |           |        |      |

## Mužská dvouhra

### Nasazení
| Stát                          | Hráč                  | ATP | Nasazení |
| ----------------------------- | --------------------- | --- | -------- |
| Španělsko                     | Rafael Nadal          | 5.  | 1.       |
| Japonsko                      | Kei Nišikori          | 6.  | 2.       |
| Španělsko                     | David Ferrer          | 8   | 3        |
| Francie                       | Richard Gasquet       | 10. | 4.       |
| Španělsko                     | Roberto Bautista Agut | 17. | 5.       |
| Francie                       | Benoît Paire          | 22. | 6.       |
| Španělsko                     | Feliciano López       | 23. | 7.       |
| Srbsko                        | Viktor Troicki        | 24. | 8.       |
| Uruguay                       | Pablo Cuevas          | 25. | 9.       |
| Německo                       | Philipp Kohlschreiber | 28. | 10.      |
| Ukrajina                      | Alexandr Dolgopolov   | 29. | 11.      |
| Itálie                        | Fabio Fognini         | 31. | 12.      |
| Francie                       | Jérémy Chardy         | 33. | 13.      |
| Portugalsko                   | João Sousa            | 34. | 14.      |
| Brazílie                      | Thomaz Bellucci       | 35. | 15.      |
| Rusko                         | Andrej Kuzněcov       | 46. | 16.      |
| Žebříček ATP k 11. dubnu 2016 |                       |     |          |

### Jiné formy účasti
Následující hráči obdrželi divokou kartu do hlavní soutěže:
- Albert Montañés
- Jaume Munar
- Benoît Paire
- Elias Ymer

Následující hráči postoupili z kvalifikace:
- Pedro Cachín
- Márton Fucsovics
- Karen Khachanov
- Franko Škugor
- Radek Štěpánek
- Jan-Lennard Struff

Následující hráči postoupili jako tzv. šťastnií poražení:
- Renzo Olivo[1]
- Édouard Roger-Vasselin[1]

### Odhlášení
před zahájením turnaje
- Kevin Anderson → nahradil jej Marcel Granollers
- Pablo Andújar → nahradil jej Santiago Giraldo
- David Ferrer[1] → nahradil jej Édouard Roger-Vasselin
- Richard Gasquet[1] → nahradil jej Renzo Olivo
- Martin Kližan → nahradil jej Michail Kukuškin
- Leonardo Mayer → nahradil jej Facundo Bagnis
- Tommy Robredo → nahradil jej Roberto Carballés Baena

## Mužská čtyřhra

### Nasazení
| Stát                                                                                   | Hráč          | Stát       | Hráč              | ATP | Nasazení |
| -------------------------------------------------------------------------------------- | ------------- | ---------- | ----------------- | --- | -------- |
| Chorvatsko                                                                             | Ivan Dodig    | Brazílie   | Marcelo Melo      | 11. | 1.       |
| USA                                                                                    | Bob Bryan     | USA        | Mike Bryan        | 13. | 2.       |
| Spojené království                                                                     | Jamie Murray  | Brazílie   | Bruno Soares      | 13. | 3.       |
| Indie                                                                                  | Rohan Bopanna | Nizozemsko | Jean-Julien Rojer | 15. | 4.       |
| Žebříček ATP k 11. dubnu 2016; číslo je součtem žebříčkového postavení obou členů páru |               |            |                   |     |          |

### Jiné formy účasti
Následující páry obdržely divokou kartu do hlavní soutěže:
- Pablo Carreño Busta /  David Marrero
- Pablo Cuevas /  Marcel Granollers

Následující pár postoupil z kvalifikace:
- Oliver Marach /  Fabrice Martin

## Přehled finále

### Mužská dvouhra
- Rafael Nadal vs.  Kei Nišikori, 6–4, 7–5

### Mužská čtyřhra
- Bob Bryan /  Mike Bryan vs.  Pablo Cuevas /  Marcel Granollers, 7–5, 7–5